# Karl Seuling
Karl Seuling (* 26. April 1900 in Alten-Buseck; † 15. Januar 1984 in Buseck) war ein deutscher Politiker (KPD Hessen) und ehemaliger Abgeordneter des Landtags des Volksstaates Hessen in der Weimarer Republik.

## Familie
Karl Seuling war der Sohn des Landwirts und Küfermeisters Ludwig Eberhardt Seuling und dessen Frau Katharina geborene Becker. Er heiratete am 19. August 1922 Margarethe geborene Müller.
Karl Seuling machte von 1914 bis 1917 eine Buchbinderlehre und leistete von Juni bis Dezember 1918 Kriegsdienst. Nach dem Krieg war er bis 1928 Buchbindergehilfe und anschließend bis 1930 Bauhilfsarbeiter, danach war er erwerbslos. Daneben war er Landwirt in Alten-Buseck.
Nach der Machtergreifung der Nationalsozialisten wurde er kurzzeitig in Schutzhaft genommen. Ab 1936 arbeitete er als Former und leistete von 1939 bis 1945 erneut Kriegsdienst. 1945 bis 1965 arbeitete er beim Versorgungsamt Gießen. 1952 wurde er zum Regierungsassistenten ernannt.

## Politik
Karl Seuling gehörte für die KPD dem Landtag in seiner 6. Wahlperiode von 1932 bis 1933 an.